# Gutorm Gjessing
Gutorm Gjessing, född 14 april 1906, död 27 april 1979, var en norsk etnograf och arkeolog.
Gjessing blev filosofie doktor 1934, konservator vid Oslo universitets Oldsaksamling 1940 samt professor och chef för universitetets etnografiska museum 1947. Bland Gjessings skrifter märks det för diskussionen om den nordiska djurornamentikens kronologi viktiga arbetet Studier i norsk merovingertid (1934). En stor del av Gjessings arbeten behandlade hällristningarna, bland annat Arktiske helleristninger i Nord-Norge (1932), Nordenfjelske ristninger og malinger av den arktiske gruppe (1930) och Østfolds jordbruksristninger (1939). Bland hans övriga arbeten märks Yngre steinalder i Nord-Norge (1942), Trænfunnene (1943), Norges steinalder (1945) och den mer populärt hållna Fångstfolk (1941).